# Межецкая, Дарья Евгеньевна
Дарья Евгеньевна Межецкая (Курбонмамадова) (род. 24 июня 1994, Пермь) — российская дзюдоистка, чемпионка Европейских игр (2019), чемпионка и призёр чемпионатов России, победительница и призёр этапов Кубка Европы, чемпионка Европы, участница летних Олимпийских игр 2020 года в Токио, мастер спорта России международного класса. Представляет ЦСКА (Самара). Член сборной команды страны с 2015 года. Живёт в Самаре.

## Спортивные результаты
- Чемпионат России по дзюдо 2015 — ;
- Чемпионат России по дзюдо 2016 — ;
- Чемпионат России по дзюдо 2017 — ;
- Чемпионат России по дзюдо 2022 — ;
- Дзюдо на Всероссийской спартакиаде 2022 — ;